# Suriname Stock Exchange
De Suriname Stock Exchange (SSX) is de effectenbeurs van Suriname. De organisatie achter de effectenbeurs, de Vereniging voor de Effectenhandel in Suriname (VvES), werd opgericht op 1 januari 1994. De oprichting was een initiatief van Assuria NV om effectenhandel in het land te bevorderen.

## Regelement
De beurshandel gebeurt niet dagelijks, maar twee keer per maand op de eerste en derde donderdag. In 2014 werd de Wet Kapitaalmarkt aangenomen. Hiermee voerde De Nationale Assemblée een eis uit die voortkwam uit de Caribbean Financial Action Task Force. In 2019 ondertekenden de VvES en het Surinaams-Amerikaanse financieel-technologische bedrijf OuroX een intentieverklaring om een digitale effectenbeurs op te richten, een verplichting die deze wet stelt. Volgens deze wet zou deze beurs voor het eind van 2016 onder de Centrale Bank van Suriname (CBvS) moeten vallen. Beide zijn nog niet gerealiseerd (stand 2023).
Het beursreglement is sindsdien enkele keren aangepast. Na elke beursdag wordt een beursbulletin uitgebracht die op de website van de SSX wordt gepubliceerd. De effectenbeurs is zelfregulerend en krijgt geen regels door een overheidsinstantie voorgeschreven. De CBvS is eind 2024 als toehoorder aanwezig bij de aandelenhandel.
Enkele belangrijke momenten uit de geschiedenis van de beurs zijn de inschrijving van US$ 55 miljoen aan aandelen van Staatsolie in 2010, de verhuizing van Het Park naar het trainingscentrum van Assuria in 2011 en de lancering van de website in hetzelfde jaar.

## Beursgenoteerde bedrijven
Er zijn 11 beursgenoteerde bedrijven. Per jaareinde 2024 was de totale beurswaarde van alle bedrijven SRD 22 miljard, dit is ongeveer 0,6 miljard euro. De drie grootste bedrijven, Assuria, De Surinaamsche Bank en Surinaamse Brouwerij, vertegenwoordigen driekwart van de totale beurswaarde.
- Assuria NV
- NV Consolidated Industries Corporation (CIC)
- De Surinaamsche Bank NV
- NV Elgawa
- Hakrinbank NV
- NV Surinaamse Assurantie Maatschappij Self Reliance

- Surinaamse Brouwerij NV
- NV Hotelmaatschappij Torarica
- Varossieau Suriname NV
- NV Verenigde Surinaamse Holdingmij (VSH)
- NV VSH Foods (voorheen Margarine- en Vettenfabriek NV, sinds 2000 onderdeel van bovenstaande)

## Koersverloop
In januari 1998 een beursindex van start gegaan met een indexwaarde van 1000. Tussen 2014 en 2022 was er weinig koersbeweging, vanwege de waardedaling van de Surinaamse dollar (SRD) betekende dit in de praktijk dat er sprake was van een reële waardedaling. Vanaf eind 2023 was sprake van een grote koerssprong, waardoor de indexwaarde in 2024 wel sterk is gestegen. De index stond eind 2023 op 21.720 en eind 2024 op 98.734, een stijging van 430%.